# 555.ª Divisão de Infantaria (Alemanha)
A 555ª Divisão de Infantaria (em alemão:555. Infanterie-Division) foi uma unidade militar que serviu no Exército alemão durante a Segunda Guerra Mundial.

## Comandantes
| Comandante                                     | Data                                           |
| ---------------------------------------------- | ---------------------------------------------- |
| Generalleutnant Dr. rer. pol. Waldemar Henrici | 12 de fevereiro de 1940 - 15 de agosto de 1940 |

## Oficiais de operações
| Hauptmann Dr. Heinrich Sartorius]] | fevereiro de 1940 — 31 de agosto de 1940 |

## Área de operações
| Frente Ocidental | fevereiro de 1940 — de junho de 1940 |
| França           | junho de 1940 — de julho de 1940     |
| Alemanha         | julho de 1940 — de agosto de 1940    |